# المروى (الرضمة)

تعديل مصدري - تعديل

المروى محلة تابعة لقرية العرينة، التابعة لعزلة عجيب بمديرية الرضمة إحدى مديريات محافظة إب في الجمهورية اليمنية.، بلغ تعداد سكانها 80 حسب تعداد اليمن لعام 2004.